# The Twilight Zone (serie de televisión de 1959)
The Twilight Zone (en inglés: «La zona crepuscular») —conocida en español como La dimensión desconocida, Dimensión desconocida, En los límites de la realidad o La quinta dimensión— es una serie de televisión de antología estadounidense—que forma parte de la franquicia The Twilight Zone—dedicada a la ciencia ficción, la fantasía y el terror. Cada episodio muestra un relato que plantea dilemas morales, cuestiona al espectador y lo confronta con su propia existencia, a menudo rematado por un final sorprendente.

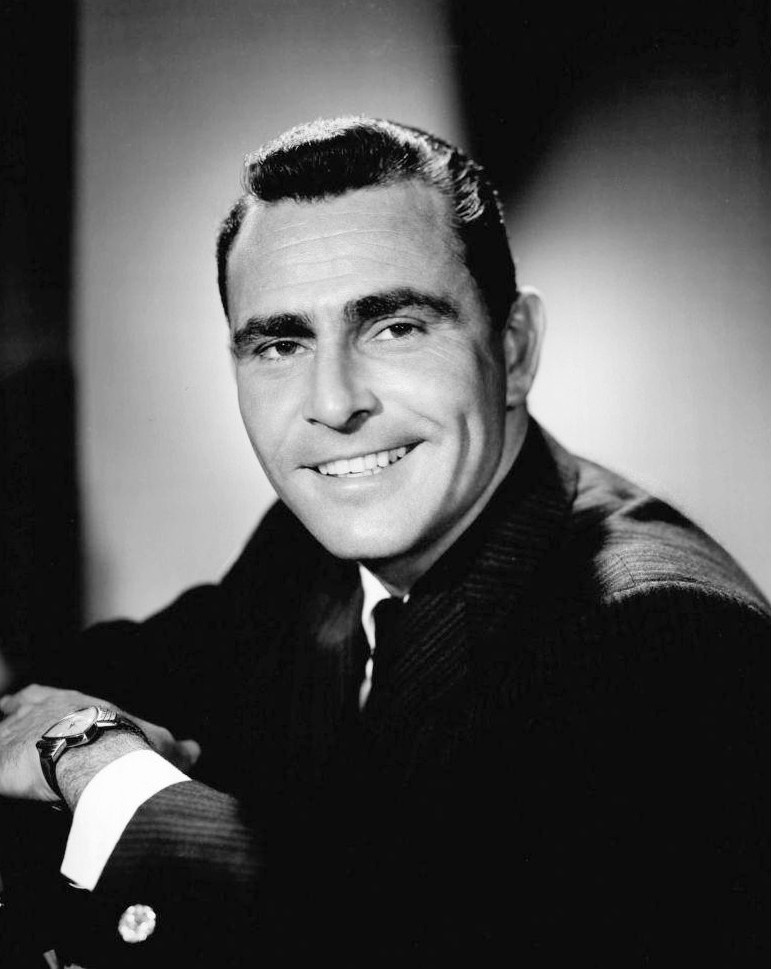
Rod Serling, creador de The Twilight Zone.

Su primera etapa se emitió entre 1959 y 1964, con 156 episodios a lo largo de cinco temporadas, a través del canal CBS. 92 capítulos fueron escritos por el creador de la serie, Rod Serling, quien también ejercía como presentador. Entre el elenco de escritores que participaron figuran Richard Matheson, Ray Bradbury o Charles Beaumont, actores como Lee Marvin, Charles Bronson o Robert Redford y directores como Don Siegel, Stuart Rosenberg, Richard Donner o Jacques Tourneur.
La serie obtuvo durante su emisión original 3 premios y 4 nominaciones más a los Premios Emmy además de varios Premios Hugo. El éxito de la serie original llevó a la creación de una segunda etapa a mediados de la década de 1980, una tercera en 2002 y una cuarta en 2019. También se han realizado una películas, series radiofónicas, un cómic, una revista, un pinball de diseño y otros muchísimos objetos alusivos.

## Historia
El programa introdujo a muchas personas a la ciencia ficción hecha con seriedad, a la vez que atraía a un gran público. El éxito de la serie original se ha mantenido y acrecentado en las siguientes cinco décadas y es hoy uno de los pocos programas televisivos de aquellos años que es objeto de culto y referencia obligada en su género.
Durante los años 1950, Rod Serling se había hecho un nombre en Hollywood tanto por sus guiones como por sus críticas hacia el medio. Sus más fieras opiniones iban en contra de la censura que usualmente provenía de los patrocinadores y de los canales de televisión. Incluso criticaba el ambiente político de la época en su país, por lo que en algún momento sugirió que escribiría acerca de un Senado controlado por robots, sin censura, en el futuro. Fue ésta la idea que generó The Twilight Zone.

"Rod Serling no solo fue uno de los mejores escritores televisivos de su tiempo (seis premios Emmy le avalan), sino también un claro precursor de la figura del creador, guionista y supervisor que hoy día encarnan nombres del panorama televisivo actual tan conocidos como el de David Chase o Vince Gilligan."
Antonio Errepé (Jot Down Magazine, 2014) 

Utilizando la ciencia ficción como metáfora, en cada episodio se explicaban situaciones sociales muy candentes y mundanas. Como los canales y patrocinadores no permitirían situaciones potencialmente críticas de la realidad del país, ellos se valían de la ciencia ficción para exponer dichos asuntos, lo cual fue al parecer inadvertido por los censores de turno, que más bien pensaban que el programa era una simple trama de fantasías inocuas para adolescentes.

"Para Serling, el paso estaba claro: en esos géneros estaba el vehículo perfecto con el que poder tratar todos los temas que quisiera, y con un formato autoconclusivo de media hora las posibilidades eran ilimitadas. En un episodio la trama podía tener lugar en el salvaje Oeste, y al siguiente trasladar la acción a una gran ciudad, para después aventurarse en algún lejano planeta. En ese aspecto, la libertad era absoluta."
Antonio Errepé (Jot Down Magazine, 2014) 

Fueron guionistas de The Twilight Zone prestigiosos autores de ciencia ficción como Charles Beaumont, Richard Matheson, Jerry Sohl, George Clayton Johnson, Earl Hamner Jr., Reginald Rose y Ray Bradbury. Muchos episodios eran adaptaciones de relatos clásicos de autores como Ambrose Bierce, Lewis Padgett, Jerome Bixby y Damon Knight.
Entre los cineastas que dirigieron episodios de la serie figuran nombres como Abner Biberman, Richard Donner, Robert Florey, Mitchell Leisen, Robert Parrish, Ted Post, Stuart Rosenberg, Richard C. Sarafian y Don Siegel.
La nómina de actores y actrices que participaron a lo largo de las temporadas se nutrió de nombres célebres en Hollywood como Dana Andrews, Martin Balsam, Charles Bronson, John Dehner, Andy Devine, Dan Duryea, Robert Duvall, Peter Falk, Anne Francis, Dennis Hopper, Buster Keaton, Jack Klugman, Martin Landau, Ida Lupino, Lee Marvin, Kevin McCarthy, Burgess Meredith, Vera Miles, Elizabeth Montgomery, Agnes Moorehead, Leonard Nimoy, Warren Oates, Donald Pleasence, Robert Redford, Burt Reynolds, Cliff Robertson, Mickey Rooney, Telly Savalas, William Shatner, Inger Stevens, Rod Taylor, Lee Van Cleef, Jack Warden, James Whitmore, Dick York, Gig Young, Ron Howard, Triger Stevens, Julie Newmar, Albert Salmi, Steve Forest, Rusell Johnson, Buddy Ebsen, Nicholas Hormann, James Coburn o Billy Mumy.

## Estructura

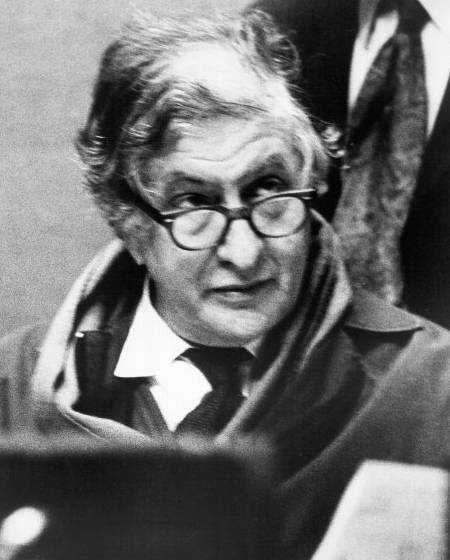
Bernard Herrmann, compositor de la sintonía original.

Tras el comienzo del tema de apertura, compuesta por Bernard Herrmann en la primera temporada y por Marius Constant en las otras cuatro, Rod Serling ejercía como narrador de los episodios y, a partir de la segunda temporada, aparecía al comienzo antes de la emisión de la historia para otorgarle un contexto previo.
Con una duración de 25 minutos aproximadamente por episodio, la serie se caracterizaba por su naturaleza de serie de antología (en la que los capítulos son autoconclusivos) y raramente se establecían continuidades entre los mismos. Sin embargo un sello de identidad que se hizo célebre es por contar habitualmente con un giro de trama, al final del mismo, que desencadena un desenlace sorprendente e inesperado.
Algunas de las tramas más recurrentes eran la guerra nuclear, la histeria colectiva, o las doctrinas de Joseph McCarthy, todos ellos asuntos totalmente prohibidos en los programas emitidos entonces en horario de máxima audiencia. Ciertos episodios ofrecían comentarios específicos de eventos de actualidad de entonces, mientras otros usaban parábolas o alegorías para analizar aspectos morales, psicológicos o filosóficos de los personajes.

## Episodios

### Temporada 1 (1959–60)
Al igual que el crepúsculo que existe entre la luz y la sombra, hay en la mente una zona desconocida en la cual todo es posible; podría llamársele, la dimensión de la imaginación, una dimensión desconocida en donde nacen sucesos y cosas extraordinarias como lo que ahora vamos a ver. ¿Que no es posible?. Todo es posible en el reinado de la mente. Todo es posible en La Dimensión Desconocida.
Locución de apertura de la primera temporada

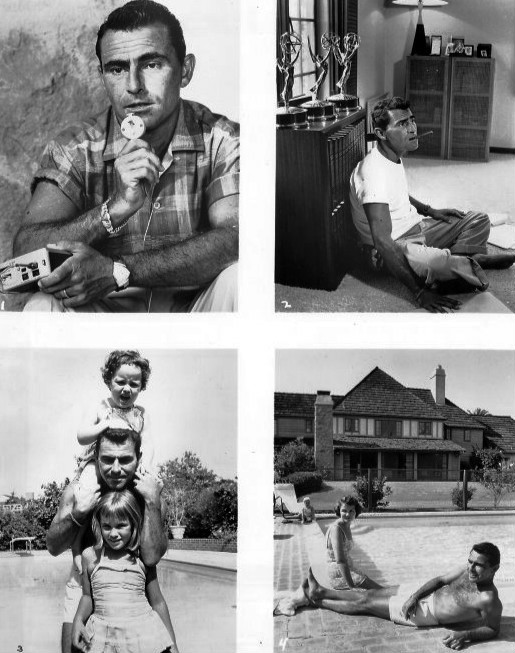
Fotografías promocionales de Rod Serling y familia en 1959: trabajando con una grabadora, en casa, con sus dos hijas en la piscina o con su esposa Carol.

Emitida entre el 2 de octubre de 1959 y el 1 de junio de 1960, con un total de 36 episodios, The Twilight Zone se estrenó recibiendo excelentes críticas en prensa. "Es el único programa en emisión que realmente espero ver. Es la única serie que dejaré interferir con otros planes" indicó Terry Turner para el Chicago Daily News. Variety lo clasificó como "lo mejor que se haya logrado en la televisión filmada de media hora" y el New York Herald Tribune encontró que el programa era "ciertamente la mejor y más original serie de antología del año".
A pesar de que el programa resultó popular entre los críticos de televisión tuvo problemas para encontrar una audiencia receptiva de televidentes. CBS hasta entonces obtenía unas medias de 21 o 22 millones de espectadores. Pero los resultados iniciales fueron mucho menores y el futuro de la serie se vio comprometido cuando su tercer episodio, Mr. Denton on Doomsday, fue seguido por 16.3 millones de televidentes. Aun así el programa atrajo a una audiencia suficientemente grande como para sobrevivir a una breve pausa en noviembre, después de lo cual finalmente superó a su competencia en las cadenas ABC y NBC, y convenció a sus patrocinadores (General Foods y Kimberly-Clark) para que permanecieran hasta el final de la temporada.
Con una excepción (The Chaser), la primera temporada presentó guiones escritos solo por Rod Serling, Charles Beaumont o Richard Matheson. En el total de la serie los tres fueron responsables de 127 de los 156 episodios de la serie. Además, con una excepción (A World of His Own), Serling nunca apareció ante la cámara durante ningún episodio de la primera temporada (algo que sí haría en futuras temporadas), y estuvo presente solo como narrador de doblaje. Serling apareció en la pantalla en los anuncios promocionales de The Twilight Zone que avanzaban el episodio de la semana siguiente pero no en los episodios mismos. Estos avances promocionales no se vieron durante varias décadas después de sus emisiones iniciales, si bien muchos han sido recuperados en los lanzamientos en formato DVD y Blu-ray de The Twilight Zone, otros están perdidos y de algunos solo se conservan como pistas de audio. La mayoría están disponibles a través de CBS All Access, la plataforma en línea de la cadena de televisión, cuando se ven los episodios completos.
Muchos de los episodios de esta primera temporada resultaron estar entre los más célebres de la serie, incluidos Time Enough at Last, The Monsters Are Due en Maple Street, Walking Distance y The After Hours. La primera temporada le valió a Serling un cuarto Premio Emmy, hasta entonces sin precedentes, en la categoría de escritor para serie dramática, un Premio del Gremio de Productores para Buck Houghton, socio creativo de Serling, un Premio del Gremio de Directores para John Brahm y el Premio Hugo a la mejor presentación dramática.
Para los últimos cuatro episodios de la temporada, el montaje y la narración surrealistas originales de la serie Pit and Summit fueron reemplazados por una pieza con un ojo parpadeante y una narración más corta, y una versión truncada del tema de Herrmann.
Algunos episodios de la primera temporada estuvieron disponibles durante años con la apertura utilizada en la segunda temporada. Estos episodios "rediseñados" se prepararon para su reemisión durante el verano de 1961 ya que los productores querían tener una apertura homogénea para el programa. Posteriormente, en sucesivas reediciones en formato DVD y Blu-ray, los episodios correspondientes a esta primera temporada se restauraron del modo en que se emitieron originalmente incluyendo la música compuesta por Bernard Herrmann.

### Temporada 2 (1960–61)
"Estás viajando a través de otra dimensión, una dimensión no solo de la vista y el sonido sino también de la mente. Un viaje a una tierra maravillosa cuyos límites son los de la imaginación. Esa es la señal más adelante: tu próxima parada, La Dimensión Desconocida."
Locución de apertura de la segunda temporada

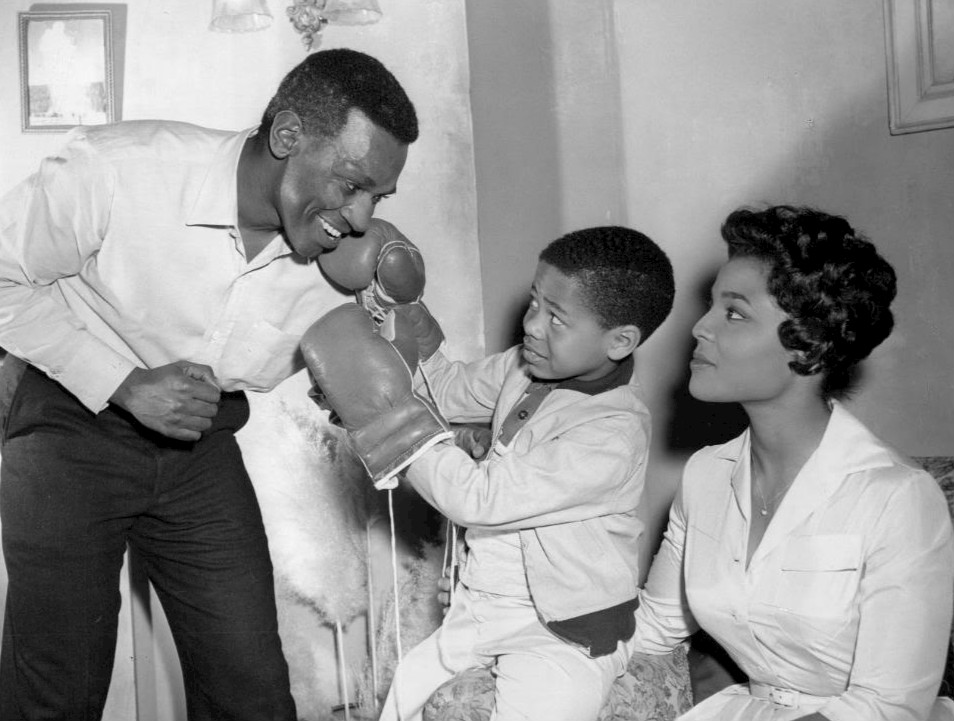
Ivan Dixon, Steven Perry y Kim Hamilton en el episodio The Big Tall Wish (1960)

La segunda temporada, emitida entre el 30 de septiembre de 1960 y el 2 de junio de 1961 con un total de 29 episodios, se estrenó con King Nine Will Not Return una nueva versión de Serling del episodio piloto Where Is Everybody?. La familiaridad de esta primera historia contrastaba con el cambio de formato del programa: el tema original majestuoso de Bernard Herrmann fue reemplazado por el nuevo tema de guitarra y bongo más discordante de Marius Constant. El ojo parpadeante fue reemplazado por imágenes más surrealistas inspiradas en las nuevas imágenes de la narración de Serling. Y el propio Serling se puso frente a las cámaras para presentar la narración de apertura en lugar de ejercer como voz en off.
La segunda temporada vio la producción de muchos de los episodios más aclamados de la serie incluidos Eye of the Beholder, Nick of Time, The Invaders y Will the Real Martian Please Stand Up?. Al trío original de escritores, integrado por Serling, Matheson y Beaumont, se incluyeron nuevos como George Clayton Johnson en lo que sería su debut para el medio. 
Un nuevo patrocinador, Colgate, reemplazó a Kimberly-Clark (ya que Liggett & Myers sucedería a General Foods, en abril de 1961) y James Aubrey, un nuevo ejecutivo designado por CBS, se hizo cargo de la supervisión. Del Reisman, productor asociado, posteriormente indicó que "Jim Aubrey fue un problema muy, muy difícil para el programa. Fue particularmente duro en The Twilight Zone porque, para su época, era un programa de media hora particularmente costoso. Aubrey fue realmente duro con el presupuesto incluso cuando era una pequeña cantidad de dólares". En su esfuerzo por mantener bajos los gastos del programa Aubrey ordenó que se produjeran siete episodios menos que la temporada previa y que seis de los que se produjeran se filmaran en video en lugar de en celuloide, decisión que no agradó a Serling calificándolo de "ni pescado ni ave". Sin embargo dos episodios adicionales filmados en la segunda temporada (The Grave y Nothing in the Dark) se emitieron en la tercera temporada.

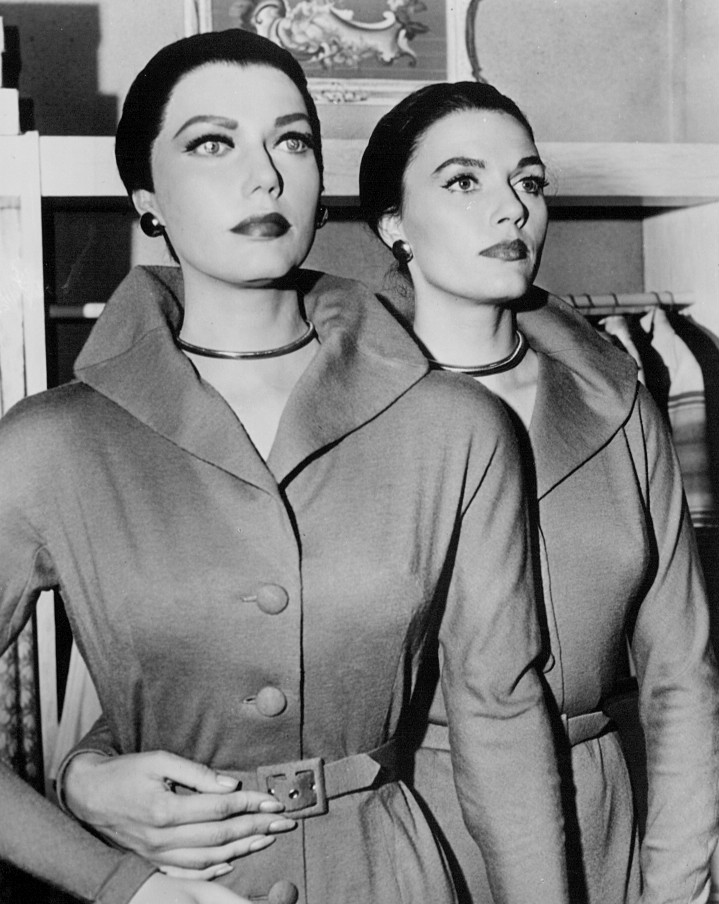
Elizabeth Allen y su maniquí en el episodio The After Hours (1960)

Cinco semanas después del estreno de la segunda temporada el presupuesto del programa mostraba déficit. El número total de nuevos episodios se proyectó en veintinueve, más de la mitad de los cuales, dieciséis, ya habían sido filmados en noviembre de 1960. Como medida de reducción de costos seis episodios (The Lateness of The Hour, The Night of The Meek, The Whole Truth, Twenty-Two, Static y Long Distance Call) se produjeron en video, un formato relativamente primitivo en la década de 1960, más barato y que posibilitaba menos movimientos de cámara ya que la edición de la cinta magnética era casi imposible. Por lo tanto cada uno de esos episodios fue realizado a medida que se rodaba, como en un programa de televisión en vivo, utilizando sonido ambiente de estudio utilizando cuatro cámaras. La configuración multicámara requerida hizo que el rodaje fuera difícil limitando severamente el alcance potencial de las historias. Incluso con esos sacrificios artísticos los ahorros obtenidos se calcularon en 6.000 dólares por episodio, 42.000 dólares en total, mucho menos que el costo de producir un solo episodio. Para las futuras reemisiones de la serie se realizaron versiones de Kinescopio rodando con cámara y cinta de celuloide directamente desde la pantalla de televisión.
Serling ganó el Premio Emmy por escritura dramática y el director de fotografía George T. Clemens el Premio Emmy en su categoría. Por segundo año consecutivo la serie ganó el Premio Hugo  a la mejor serie dramática. También obtuvo el Premio de la Unidad por "Contribuciones sobresalientes para mejorar las relaciones raciales" y una nominación al Emmy por "Logro destacado del programa en el campo del drama".

### Temporada 3 (1961–62)
"Estás viajando a través de otra dimensión, una dimensión no solo de la vista y el sonido sino también de la mente. Un viaje a una tierra maravillosa cuyos límites son los de la imaginación. Tu próxima parada: La Dimensión Desconocida."
Locución de apertura de la tercera temporada

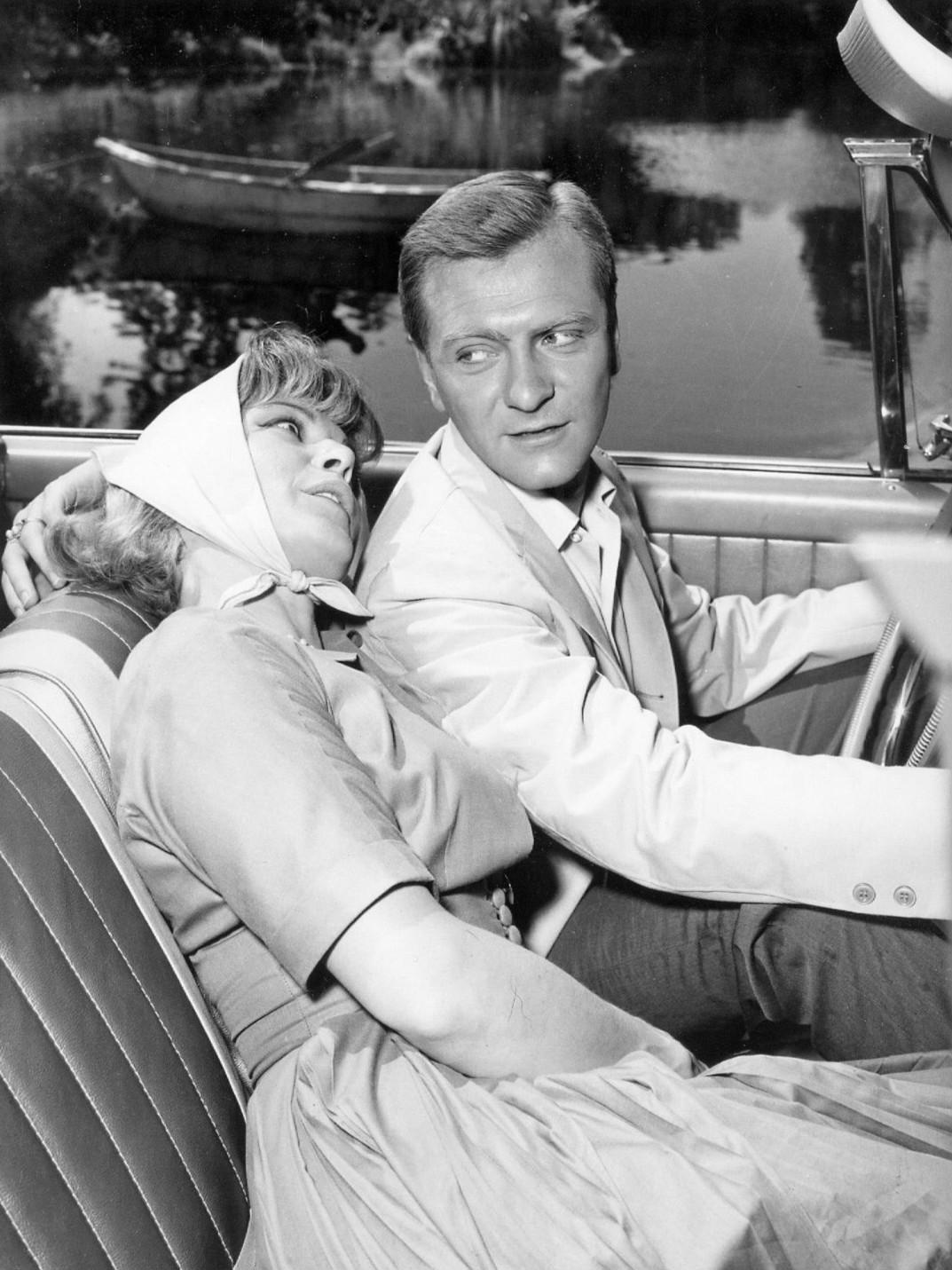
Gail Kobe y George Grizzard en el episodio In His Image, el primero de una hora de duración (1962)

Esta temporada, emitida entre 15 de septiembre de 1961 (Two , interpretado por Elizabeth Montgomery y Charles Bronson) y el 1 de junio de 1962 con un total de 37 episodios, es la que Serling afirmó que su tercer año como productor ejecutivo, presentador, narrador y escritor principal de The Twilight Zone empezaba a pasarle factura. "Nunca me he sentido tan agotado de ideas como en este momento", dijo el dramaturgo que contaba entonces con 37 años. En las dos primeras temporadas contribuyó con 48 guiones, o el 73% de la producción total del programa, cantidad que se redujo hasta el 56% de la producción de esta tercera temporada. "El programa ahora parece estar alimentándose de sí mismo", dijo un crítico de Variety del episodio dos de la temporada. Los patrocinadores de esta temporada incluyeron Chesterfield, tabletas Bufferin y Pepsi-Cola.
A pesar de su cansancio declarado Serling nuevamente logró producir varios episodios que son ampliamente reconocidos como clásicos, incluyendo It's a Good Life, To Serve Man, Little Girl Lost y Five Characters in Search of an Exit. Los guiones de Montgomery Pittman y Earl Hamner, Jr. complementaron la producción de Matheson y Beaumont, y George Clayton Johnson presentó tres episodios que abordaron temas controvertidos. El episodio I Sing the Body Electric fue creación del escritor de ciencia ficción Ray Bradbury. Al final de la temporada la serie había alcanzado más de 100 episodios.
The Twilight Zone recibió dos nominaciones en los Premios Emmy (por fotografía y diseño de arte) pero no obtuvo ninguno. Recibió nuevamente el Premio Hugo a la "Mejor serie dramática", lo que lo convirtió en la única serie tres veces ganadora en estos premios hasta que en 2008 la serie británica Doctor Who obtuvo el mismo número de galardones.

### Temporada 4 (1963)
"Puedes abrir esta puerta con la llave de la imaginación. Más allá hay otra dimensión: una dimensión del sonido, una dimensión de la vista, una dimensión de la mente. Te estás trasladando a una tierra de sombra y sustancia, de cosas e ideas; acabas de cruzar la Dimensión Desconocida"
Locución de apertura de la cuarta temporada

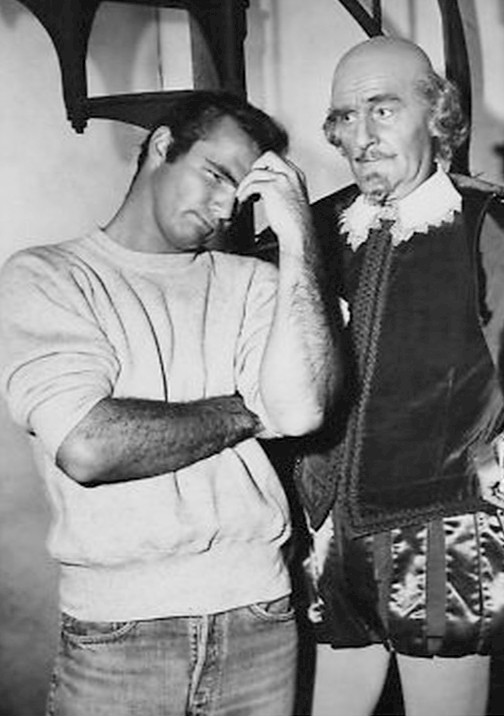
Burt Reynolds y John Williams en el episodio The Bard (1963)

La cuarta temporada, emitida entre el 3 de enero y el 23 de mayo de 1963 con un total de 18 episodios, se emitió más tarde de lo previsto inicialmente ya que, en la primavera de 1962, tardó en encontrar un patrocinador. Ante esta situación CBS decidió reemplazarla en la parrilla de programación de otoño de 1962 por una nueva comedia de situación de una hora llamada Fair Exchange. En la confusión que siguió a esta aparente cancelación el productor Buck Houghton abandonó la serie para afrontar nuevos retos en la productora Four Star Productions. Mientras tanto Serling aceptó un puesto de profesor en la Universidad de Antioch donde había realizado su formación académica. Aunque la serie finalmente se renovó dos temporadas más la contribución de Serling como productor ejecutivo disminuyó. 
Finalmente, en noviembre de 1962, tras lograr firmar el patrocinio Johnson & Johnson CBS dio luz verde a una cuarta temporada de Twilight Zone (abreviando el original The Twilight Zone) con la condición de ampliar la duración de los episodios a una hora, la misma duración de la comedia Fair Exchange. Esto no fue bien recibido por el equipo del programa y fue calificado como un error por Serling ya que "el nuestro es el programa perfecto de media hora. Si tuviéramos que ir a una hora tendríamos que alargar nuestras tramas al estilo de una telenovela. Los espectadores podían estar viendo durante quince minutos sin saber si están en The Twilight Zone o Desilu Playhouse". Herbert Hirschman fue la persona que reemplazó a Buck Houghton como productor y algunas de sus primeras decisiones fueron realizar una nueva presentación (incluyendo elementos suspendidos en el espacio como puertas, ventanas o un ojo) y buscar guiones de mayor calidad.
La temporada volvió a girar sobre el trío Serling, Matheson y Beaumont. Sin embargo la participación de Serling en la temporada fue más limitada, especialmente en lo referente a su labor como producción ejecutiva, y sus célebres presentaciones tuvieron que ser rodadas sobre fondo negro durante sus infrecuentes viajes a Los Ángeles. Por su parte Beaumont sufrió complicaciones debido a una enfermedad cerebral, con lo que su aportación también se vio mermada. Para suplirlo se encargaron nuevos guiones a Earl Hamner Jr. y Reginald Rose. A falta de cinco episodios para concluir la temporada el productor Hirschman aceptó una oferta para hacerse cargo de la serie de NBC Espionage y fue sustituido por Bert Granet. Entre sus primeras tareas estuvo encargarse del episodio On Thursday We Leave for Home considerado por Serling el más efectivo de la temporada.
Esta temporada de Thilight Zone obtuvo una nominación al Premio Emmy por fotografía y una nominación al Premio Hugo como mejor serie dramática.

### Temporada 5 (1963-1964)

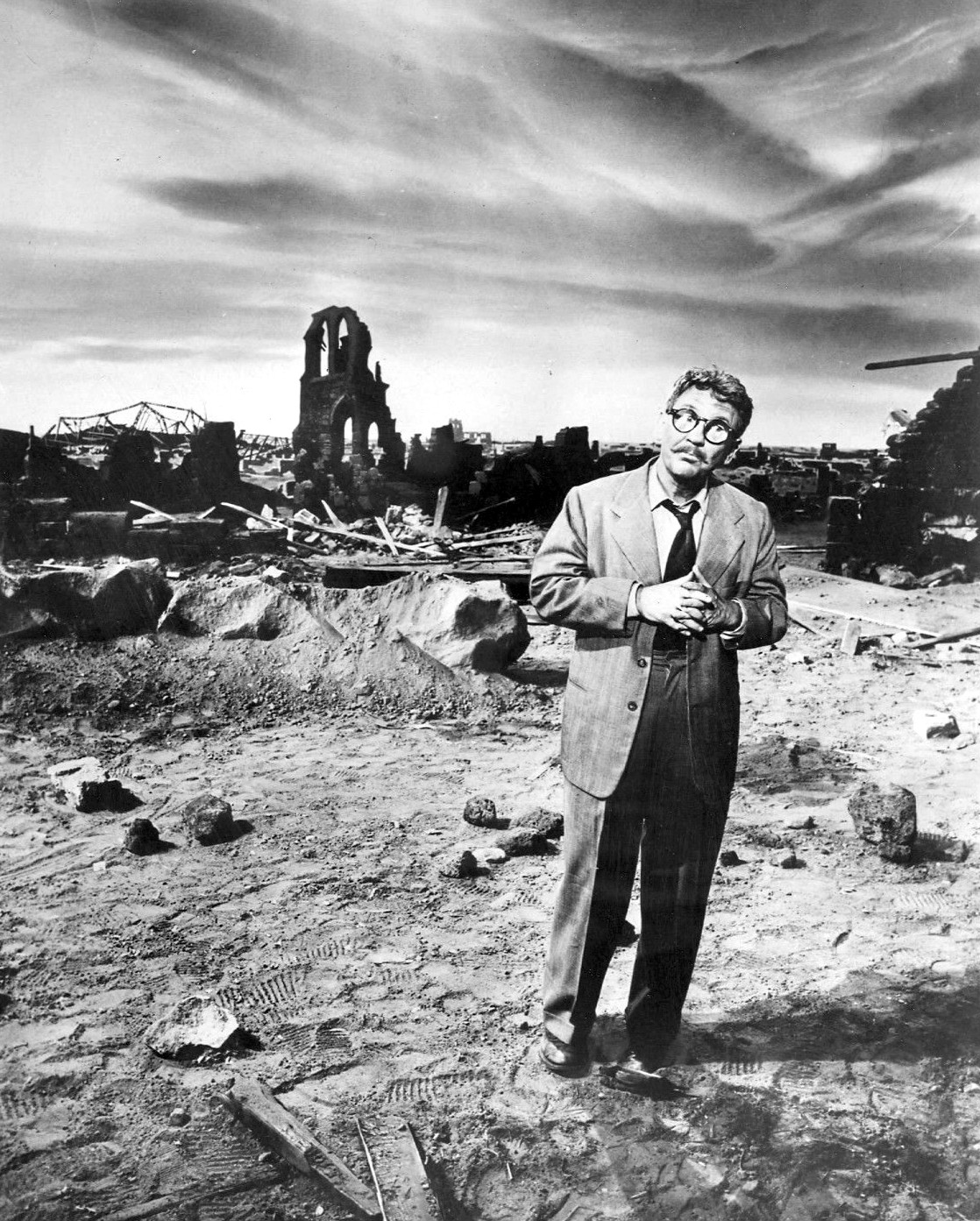
Burgess Meredith en el episodio Time Enough at Last (1960)

La quinta y última temporada de esta primera etapa de la serie, constaba de 36 episodios que se emitieron entre el 27 de septiembre de 1963 y el 19 de junio de 1964. Patrocinada por American Tobacco y Procter & Gamble volvió a contar con episodios de 30 minutos de duración. Con posterioridad, Rod Serling afirmaría que "escribía tanto que sentía que empezaba a perder la perspectiva sobre si lo que hacía estaba bien o estaba mal". No obstante de los 156 episodios con que cuenta esta primera etapa, Serling se encargó de 92 historias.
Como, en la anterior temporada, Charles Beaumont no pudo participar de una manera activa al estar recuperándose de su enfermedad y sus tramas fueron apoyadas por los escritores Jerry Sohl y John Tomerlin. El productor Bert Granet, después de 13 episodios, fue sustituido por William Froug con quien Serling ya había trabajado previamente. Froug adoptó varias decisiones controvertidas como archivar guiones encargados durante la etapa de Granet incluyendo The Doll (una historia escrita por Richard Matheson, posteriormente recuperada en 1986 para la serie Amazing Stories, con que obtuvo nominación en el Writer's Guild Award). También menospreció a George Clayton Johnson al contratar al guionista Richard deRoy para que reescribiera totalmente el guion de Johnson titulado Tick of Time y que finalmente se tituló Ninety Years Without Slumbering. Johnson se quejó de que el argumento resultaba trivial e insistió en que lo acreditaran en el episodio bajo el pseudónimo John Smith y supuso su última participación para The Twilight Zone.
Incluso en esas condiciones, algunos de los episodios que vieron la luz lograron impacto en la audiencia incluyendo Nightmare at 20.000 Feet, A Kind of a Stopwatch, The Masks y Living Doll. 
Aunque esta temporada no recibiera nominaciones en los Premios Emmy, el episodio 142 titulado An Occurrence at Owl Creek Bridge (originalmente un cortometraje de 1962 producido en Francia que fue modificado ligeramente para su emisión) obtuvo el premio Óscar en categoría de cortometraje.
A finales de enero de 1964, CBS comunicó la finalización del programa. Froug comentó que "por una u otra razón, Jim Aubrey de CBS decidió que estaba cansado del programa, que era un programa que se pasaba de presupuesto y que las audiencias no eran suficientemente buenas". Posteriormente Serling declaró a Daily Variety que el "había decidido la cancelación". Aunque la cadena ABC mostró su interés en emitir el programa a través de su red de emisoras, renombrándolo como Witches, Warlocks and Werewolves (Brujas, Magos y Hombres Lobo), Serling no aceptó. "Los ejecutivos de ABC parecen preferir una historia semanal sobre demonios y, por tanto, parecemos tener una considerable distancia de criterio. No me importa que el programa tenga un tinte sobrenatural pero no quiere verme comprometido a hacer un cementerio cada semana". Posteriormente Serling vendería su participación accionarial en The Twilight Zone a la CBS abandonando la televisión hasta su debut en un nuevo proyecto titulado Night Gallery (1969).

## Premios
| Año  | Premio                | Categoría                                            | Premiado                                       |
| ---- | --------------------- | ---------------------------------------------------- | ---------------------------------------------- |
| 1960 | Emmy                  | Mejor guion en serie dramática                       | Rod Serling                                    |
| 1960 | Directors Guild Award |                                                      | John Brahm por el episodio Time Enough At Last |
| 1960 | Producers Guild Award | Por la producción de la serie                        | Buck Houghton                                  |
| 1960 | Hugo                  | Mejor representación dramática                       |                                                |
| 1961 | Emmy                  | Mejor guion en serie dramática                       | Rod Serling                                    |
| 1961 | Emmy                  | Mejor dirección de fotografía en serie dramática     | George Clemens                                 |
| 1961 | Unity Award           | Mejor contribución a mejorar las relaciones raciales |                                                |
| 1961 | Hugo                  | Mejor serie dramática                                |                                                |
| 1962 | Hugo                  | Mejor serie dramática                                |                                                |

## Adaptaciones
La serie original cuenta con tres etapas que se emitieron a lo largo de diferentes décadas y que han recibido diferente acogida por parte del público: la segunda etapa se estrenó en 1985 bajo el título de The Twilight Zone y se prolongó hasta 1989; la tercera etapa se estrenó en 2002, The Twilight Zone, y sólo duró una temporada; la cuarta etapa se estrenó en 2019 The Twilight Zone de la que se han emitido dos temporadas hasta el momento.
Existe una película que se estrenó en cines comerciales en 1983: Twilight Zone: The Movie. Integrada por cuatro historias dirigidas por John Landis, George Miller, Joe Dante y Steven Spielberg (también productor del filme), tres de los segmentos eran nuevas versiones de episodios de la serie original y un cuarto segmento, el dirigido por John Landis, fue creado específicamente para la película.
En 1994 se estrenó una película para televisión, titulada Twilight Zone: Rod Serling's Lost Classics, dirigida por Robert Markowitz que adaptaba dos historias escritas por el creador de la serie Rod Serling que no habían formado parte de la primera etapa de la serie.

## Doblaje al español

### En México
Participaron en el doblaje al español, entre otros:
- Beatriz Aguirre
- Jorge Arvizu
- Eugenia Avendaño
- Narciso Busquets
- Sergio de Bustamante
- Amparo Garrido Arozamena
- Alberto Gavira
- Antonio González
- Julio Lucena
- Juan Domingo Méndez
- Rosa María Moreno
- Polo Ortín
- Luis Manuel Pelayo
- Alberto Pedret
- Antonio Raxel
- Armando Réndiz (la voz de Rod Serling)
- Carlos Riquelme
- José Manuel Rosano
- Carlos Rotzinger
- Magdalena Ruvalcaba
- Ken Smith[29]